# Suivez le guide en silence
 (octobre 2024).
Pour plus de détails, voir Fiche technique et Distribution.
Suivez le guide en silence (Shop Look & Listen) est un cartoon Merrie Melodies réalisé par Friz Freleng en 1940.